# Juryj Wassiltschanka
Juryj Uladsimirawitsch Wassiltschanka (belarussisch Юрый Уладзіміравіч Васільчанка, international nach englischer Umschrift Yury Vasilchanka; * 1. April 1994) ist ein belarussischer Leichtathlet, der sich auf den Hammerwurf spezialisiert hat.

## Sportliche Laufbahn
Erste internationale Erfahrungen sammelte Juryj Wassiltschanka im Jahr 2011, als er bei den Jugendweltmeisterschaften nahe Lille mit einer Weite von 68,39 m mit dem 5-kg-Hammer in der Qualifikationsrunde ausschied. Auch bei den Juniorenweltmeisterschaften im Jahr darauf in Barcelona schied er mit 61,82 m mit dem 6-kg-Hammer in der Vorrunde aus und bei den Junioreneuropameisterschaften 2013 in Rieti verpasste er mit 64,50 m ebenfalls den Finaleinzug. 2015 startete er bei den U23-Europameisterschaften in Tallinn, gab daraufhin aber einen positiven Dopingtest ab und wurde daraufhin für vier Jahre gesperrt und seine Resultate seit Mai 2015 gestrichen. 2019 nahm er an der Sommer-Universiade in Neapel teil und belegte dort mit 71,59 m den sechsten Platz. 2021 qualifizierte er sich für die Olympischen Spiele in Tokio, verpasste dort aber mit 74,00 m den Finaleinzug.
2021 wurde Wassiltschanka belarussischer Meister im Hammerwurf.